# Kennebec (Dakota del Sud)
Kennebec és una població dels Estats Units a l'estat de Dakota del Sud. Segons el cens del 2000 tenia 286 habitants.

## Demografia
Segons el cens del 2000, Kennebec tenia 286 habitants, 120 habitatges, i 80 famílies. La densitat de població era de 129,9 habitants per km².
Dels 120 habitatges en un 24,2% hi vivien nens de menys de 18 anys, en un 55,8% hi vivien parelles casades, en un 4,2% dones solteres, i en un 33,3% no eren unitats familiars. En el 30% dels habitatges hi vivien persones soles el 18,3% de les quals corresponia a persones de 65 anys o més que vivien soles. El nombre mitjà de persones vivint en cada habitatge era de 2,38 i el nombre mitjà de persones que vivien en cada família era de 3,01.
Per edats la població es repartia de la següent manera: un 24,8% tenia menys de 18 anys, un 4,2% entre 18 i 24, un 25,2% entre 25 i 44, un 25,5% de 45 a 60 i un 20,3% 65 anys o més.
L'edat mediana era de 44 anys. Per cada 100 dones de 18 o més anys hi havia 104,8 homes.
La renda mediana per habitatge era de 36.875 $ i la renda mediana per família de 50.000 $. Els homes tenien una renda mediana de 26.161 $ mentre que les dones 17.813 $. La renda per capita de la població era de 20.815 $. Entorn del 3,9% de les famílies i el 8,1% de la població estaven per davall del llindar de pobresa.

## Poblacions més properes
El següent diagrama mostra les poblacions més properes.